# Pierre Gautruche
Pierre Gautruche (1602-1681) fue un jesuita, escritor y vir diffusae eruditionis según el obispo de Avranches, Pierre Daniel Huet.

## Biografía
Pierre nació en Orleans, y utilizó a veces en sus obras el nombre de Dionisio, y según la usanza de su instituto ejerció sucesivamente las humanidades, la filosofía, la teología y principalmente las matemáticas, en las cuales hizo grandes avances considerando el siglo en que vivía.
Pierre durante su extensa residencia en Caen fue tan elogioso su comportamiento que logró la estimación de Pierre-Daniel Huet (1630-1721), filósofo, escritor y erudito, y reflexionando Pierre afanarse al ministerio de la predicación, observando que carecía de ciertos dotes esenciales para ello, rehusó para siempre continuar los pasos en esta parte de Delarue y de Chiminais y su gran mérito radicó en comprender hasta donde podía llegar, consagrándose a la creación de libros elementales, muy peculiares, necesarios en los colegios de su congregación.
Este esforzado escritor falleció ocupando el cargo de prefecto de las clases del colegio de Caen en 30 de mayo de 1681, cuya muerte fue muy sensible de una Sociedad por la cual Pierre se había siempre mostrado, y dejó entre otras obras una historia santa con la explicación de los puntos discutidos de la religión cristiana, un compendio sistemático de toda la mitología admitido en todos los colegios antes del Appendix de historia poética de Joseph de Jouvancy (1643-1719) y una historia poética aumentada por Jean Baptiste Morvan Bellegarde (1648-1734).

## Obras
- Histoire sainte, avec l'explication dees points controverseis de la religio chretienne, 1692, 4 vols.
- Mathematicae totius institutio, Caen, 1633.
- Scopuli novarum dognatum, 1673.
- Delle divinita favolose degl'antichi, Venezia, 1724.
- Histoire poetique,..., París, 1725.
- The poetical history:...., London, 1701.
- Philosophiae, Cadomi, 1665, 2 vols.